# 국가의 탄생 (2016년 영화)
《국가의 탄생》(영어: The Birth of a Nation)은 2016년에 개봉한 미국의 시대극 영화이다. 미국 흑인 노예들의 반란을 이끈 역사적 인물 냇 터너의 이야기를 다루고 있다. 네이트 파커가 직접 제작, 연출하였으며 주인공 냇 터너를 연기한다. 2016년 선댄스 영화제에서 처음 공개되어 심사위원상을 수상했다. 제목은 데이비드 그리피스의 동명 영화에서 따왔는데, 이는 다분히 의도된 것이다.

## 줄거리
1809년 버지니아주 사우샘프턴 카운티의 한 농장에서 어린 노예 냇 터너는 아버지의 절도 행위로 인해 '신의 아이'로서의 사명을 깨닫게 된다. 냇은 농장주 부인에게 성경을 배우며 성장하지만, 농장주 사망 후 교육이 중단되고 성인이 되어 농장에서 일하게 된다.
점점 노예들의 설교자가 된 냇은 노예 경매에서 만난 체리와 결혼하여 딸을 낳는다. 남부 경제가 악화되자 냇은 다른 농장주들에게 설교를 하며 돈을 벌게 되는데, 이 과정에서 노예들의 비참한 현실과 잔혹한 학대를 목격하게 된다.
백인 범죄자를 세례한 후 폭행을 당하고, 할머니의 죽음을 겪은 냇은 노예주에 대한 반란을 결심한다. 그는 동료 노예들과 비밀리에 회의를 열어 계획을 세우고 아내의 동의를 얻는다. 밤이 되자, 냇과 동료들은 농장주와 관리자를 살해하고 다른 노예들을 모아 여러 농장을 장악한다.
하지만, 한 어린 노예의 배신으로 백인들의 기습을 받고 후퇴하게 된다. 다음 날 아침 무기 확보를 위해 마을로 진격하지만, 무기고는 비어있고 곧 군인들의 공격을 받는다. 격전 끝에 냇을 제외한 모든 노예들이 죽고 냇은 도망친다.
숨어 지내던 냇은 아내를 통해 무고한 노예들이 복수 살해당하고 있다는 소식을 듣고 자수를 결심한다. 결국 냇은 사형을 당하게 되고, 그의 죽음은 노예 반란의 불씨를 남긴다. 영화는 냇을 배신했던 어린 노예가 성장하여 남북전쟁에서 북군으로 싸우는 모습으로 마무리된다.

## 출연진
- 네이트 파커 - 냇 터너
- 아미 해머 - 새뮤얼 터너
- 마크 분 주니어 - 월솔 목사
- 콜먼 도밍고 - 하크 터너
- 안저뉴 엘리스 - 낸시 터너
- 아자 나오미 킹 - 체리
- 에스터 스콧 - 브리짓 터너
- 로저 겐버 스미스 - 아이제이아
- 퍼넬러피 앤 밀러 - 엘리자베스 터너
- 재키 얼 헤일리 - 레이먼드 코브
- 드와이트 헨리
- 개브리엘 유니언